# November 13 - Attack on Paris
November 13 - Attack on Paris is een driedelige Netflix-documentaire uit 2018, geregisseerd door de broers Gédéon Naudet en Jules Naudet. Zij maakten eerder de documentaire 9/11, waarin zij een brandweerkorps in New York volgden tijdens de aanslagen op 11 september 2001.

## Inhoud
In November 13 - Attack on Paris worden de zes terroristische aanslagen in Parijs van november 2015 belicht. Vijf aanslagen vonden plaats in het 10e en 11e arrondissement van de Franse hoofdstad, een zesde aanslag werd gepleegd in de voorstad Saint-Denis, bij het Stade de France. Uiteindelijk kwamen 130 mensen om het leven.
In de film komen onder anderen voormalig president François Hollande en burgemeester van Parijs Anne Hidalgo aan het woord, maar ook brandweerlieden en gegijzelden.